# Bell Bar
Bell Bar – wieś w Anglii, w hrabstwie Hertfordshire. Leży 11 km na południowy zachód od miasta Hertford i 26 km na północ od centrum Londynu.